# Cremolino
Cremolino – miejscowość i gmina we Włoszech, w regionie Piemont, w prowincji Alessandria.
Według danych na styczeń 2010 gminę zamieszkiwały 1093 osoby przy gęstości zaludnienia 75,9 os./1 km².